# Ridott (Illinois)
Ridott est un village du comté de Stephenson, dans l'Illinois, aux États-Unis. Fondé avant 1863 sous le nom de Cochranville, le village est renommé Ridott en 1863, en référence au township du même nom, il est incorporé le 15 août 1874. Lors du recensement de 2010, le village comptait une population de 164 habitants.

## Source de la traduction
- (en) Cet article est partiellement ou en totalité issu de l’article de Wikipédia en anglais intitulé « Ridott, Illinois » (voir la liste des auteurs).